# Shuikou (köpinghuvudort i Kina, Shaanxi, lat 34,97, long 108,00)
Shuikou är en köpinghuvudort i Kina. Den ligger i provinsen Shaanxi, i den nordvästra delen av landet, omkring 110 kilometer nordväst om provinshuvudstaden Xi'an. Antalet invånare är 15 326. Befolkningen består av 7 461 kvinnor och 7 865 män. Barn under 15 år utgör 20,0 %, vuxna 15-64 år 71 %, och äldre över 65 år 8,0 %.
Runt Shuikou är det tätbefolkat, med 266 invånare per kvadratkilometer. Shuikou är det största samhället i trakten. Trakten runt Shuikou består till största delen av jordbruksmark.
Genomsnittlig årsnederbörd är 643 millimeter. Den regnigaste månaden är september, med i genomsnitt 150 mm nederbörd, och den torraste är december, med 1 mm nederbörd.